# Saint-Geoirs
Saint-Geoirs – miejscowość i gmina we Francji, w regionie Owernia-Rodan-Alpy, w departamencie Isère.
Według danych na rok 1990 gminę zamieszkiwały 354 osoby, a gęstość zaludnienia wynosiła 51 osób/km² (wśród 2880 gmin regionu Rodan-Alpy Saint-Geoirs plasuje się na 1277. miejscu pod względem liczby ludności, natomiast pod względem powierzchni na miejscu 1362.).